# نیکلاس هاپتمن
نیکلاس هاپتمن (انگلیسی: Niklas Hauptmann؛ زادهٔ ۲۷ ژوئن ۱۹۹۶) بازیکن فوتبال اهل آلمان است.
از باشگاه‌هایی که در آن بازی کرده‌است می‌توان به باشگاه فوتبال دینامو درسدن اشاره کرد.